# Lys-lez-Lannoy
Lys-lez-Lannoy é uma comuna francesa na região administrativa de Altos da França, no departamento do Norte. Estende-se por uma área de 3.26 km². Em 2010 a comuna tinha 13 621 habitantes (densidade: 4 178,2 hab./km²).